# Legjobbat először keresés

Legjobbat először keresés működése

A legjobbat először keresés (best-first search) egy olyan keresőalgoritmus, amely feltérképezi a gráfot egy megadott szabály szerint kiválasztott legígéretesebb csomópont kiterjesztésével.
Judea Pearl a legjobbat először keresést úgy jellemezte, mint becslés az n csomópont ígéretességére egy „heurisztikus {\displaystyle f(n)} kiértékelő függvénnyel, amely általában függhet az n tulajdonságaitól, a cél meghatározásától, az addig elvégzett keresési információktól, és elsősorban a problémakörrel kapcsolatos kiegészítő információktól.” Egyes szerzők a legjobbat először keresés meghatározással kifejezetten olyan keresésre utalnak, amelynek heurisztikája megpróbálja megjósolni, hogy a bejárási út vége mennyire közel van a céltól, és így azokat az utakat járják be először, amelyeket a célhoz közelebb állónak becsülnek. Ezt a konkrét keresést mohó legjobbat először keresésnek (greedy best-first search) vagy tisztán heurisztikus keresésnek (pure heuristic search) nevezik.
Az aktuálisan legjobb bővítési jelölt hatékony kiválasztása jellemzően egy prioritásos sor (priority queue) segítségével valósul meg.
Az A* algoritmus és a B* algoritmus a legjobbat először keresési algoritmusok példái. A legjobbat először algoritmusokat gyakran használják útvonalak megtalálására kombinatorikus keresések során. Sem az A*, sem a B* nem mohó legjobbat először keresés, mivel a célig vezető becsült távolságon túl a kiindulóponttól való távolságot is tartalmazzák.

## Mohó LEK
Egy mohó algoritmus segítségével kiterjesztjük a szülő első utódját. Az utód meghatározása után:
- Ha az utód heurisztikája jobb, mint a szülőé, akkor az utódot a prioritásos sor elejére állítják (a szülőt közvetlenül az utód mögé helyezve), és a ciklus újraindul.
- Más esetben az utódod hozzáadják a sorhoz (a heurisztikus értéke által meghatározott helyre), majd az eljárás kiértékeli a szülő fennmaradó utódait (ha vannak ilyenek).

Alább látható ezen algoritmus pszeudokódként, ahol a Sor egy prioritásos sort jelöl, amely a csomópontokat a céltól való heurisztikus távolságuk alapján rendezi. Ez az implementáció nyomon követi a meglátogatott csomópontokat, ezért irányítatlan gráfok esetén is használható, és módosítható az útvonal lekérdezéséhez.
```
Függvény
 LEK(start, cél): Csomópont
  start.Feltárt ← Igaz;
  Sor.Hozzáad(start);
  
Ciklus_Míg
 Sor.Elemszám != 0:
    aktuális_csomópont ← Sor.Kivesz(aktuális_csomópont);
    
Ciklus
 I ← (1..aktuális_csomópont.Szomszédszám):
      szomszéd ← aktuális_csomópont.Szomszédok[I]
      
Ha
 szomszéd.Feltárt = Hamis 
Akkor
:
        
Ha
 szomszéd = cél 
Akkor
:
          LEK ← szomszéd;
        
Különben
:
          szomszéd.Feltárt ← Igaz;
          Sor.Hozzáad(szomszéd);
        
Ha Vége

      
Ha Vége

    
Ciklus Vége

  
Ciklus Vége

  LEK ← NULL;

Függvény Vége
```

## Fordítás
Ez a szócikk részben vagy egészben  a   Best-first search című angol Wikipédia-szócikk ezen változatának fordításán alapul.  Az eredeti cikk szerkesztőit annak laptörténete sorolja fel. Ez a jelzés csupán a megfogalmazás eredetét és a szerzői jogokat jelzi, nem szolgál a cikkben szereplő információk forrásmegjelöléseként.